# Waldemar de Santi
Waldemar de Santi (Araraquara, 9 de março de 1931 – Araraquara, 17 de abril de 2014) foi um advogado, industrial e político brasileiro com extensa carreira política exercida em seu município natal, tendo sido eleito vereador por 5 mandatos consecutivos entre 1956 e 1976, e prefeito por 3 mandatos não consecutivos entre 1977 e 1983, de 1989 a 1992 e de 1997 a 2000.

## Biografia
Era filho de Victorio Antonio de Santi, imigrante italiano da região de Gênova e Victória Pasqualle, filha de imigrantes italianos da Calábria. Cresceu em uma família numerosa, com oito irmãos,  Antonio, Adelino, Armando, Olga, Orlando, Maria de Lourdes e Vanildo. Casou-se com Carmen Osmaly Golinelli de Santi, e foi pai de Junia Maria de Santi Alves. Para ajudar a família em sua infância, De Santi foi entregador de leite na cidade de Araraquara.  Depois disso trabalhou como empacotador de meias na Fábrica Lupo. Estudava à noite e se formou contador, profissão que exerceu até montar uma indústria de refrigeração, na Rua 9 de Julho.
De Santi foi presidente do Clube 27 de Outubro, tesoureiro da Casa Betânia, presidente do Aeroclube, diretor da Associação dos Empregados do Comércio de Araraquara, e entre outras atuações na sociedade, conselheiro do Hospital Beneficência Portuguesa, onde passou seus últimos dias.
Sua esposa, Carmem de Santi, foi homenageada, denominando o Fundo Social de Solidariedade, através da Lei nº 8.516/2015.
Seu pai, Victório de Santi, foi homenageado, denominado um Conjunto Habitacional, através da Lei nº 4.462/1995, e seu nome está na rua pelo Decreto nº 4.526/1981.
Seu irmão, Adelino de Santi, foi homenageado, denominado uma Estrada Municipal, através da Lei n° 8.114/2014.

## Carreira política
Entrou para a política ao eleger-se vereador pelo PDC nas eleições de 1955, sendo reeleito em 1959. Em 1963, reelegeu-se pela 2.ª vez, mas agora filiado ao PSD. Em 1968 e 1972, filiado ao MDB, reelege-se pela 3.ª e 4.ª vezes como vereador.
Nas eleições de 1976, elege-se prefeito de Araraquara, ocupando a chefia do Poder Executivo municipal com mandato iniciado em 1977 e concluído em 1983. Seu 1.º mandato foi exercido no período da Ditadura Militar, sendo o primeiro político araraquarense desde 1947, data em que eleições municipais passaram a ser realizadas de forma direta, a transferir-se da Câmara Municipal para a Prefeitura na legislatura seguinte, feito somente alcançado por Edinho Silva (PT) 24 anos depois, em 2000.
De Santi voltou a ser eleito prefeito nas eleições de 1988, filiado desta vez ao PDS, exercendo mandato iniciado em 1989 e concluído em 1992. Sua terceira e última eleição como prefeito ocorreu nas eleições de 1996, já filiado ao Progressistas, governando Araraquara de 1997 a 2000. Foi o último prefeito municipal a cumprir mandato antes do início de vigência da Lei de Responsabilidade Fiscal. Na era do voto popular, foi até 2022 o político araraquarense que mais tempo permaneceu no poder, totalizando 14 anos à frente da Prefeitura, sendo recentemente superado por Edinho Silva (PT), que alcançou 16 anos no poder.